# Robert Parish
Robert Lee Parish (Shreveport, 30 agosto 1953) è un ex cestista e allenatore di pallacanestro statunitense, professionista nella NBA.
Ha giocato nel ruolo di centro nella NBA per 21 anni. Era soprannominato The Chief (il Capo), perché ricordava il gigantesco indiano muto personaggio del film Qualcuno volò sul nido del cuculo.

## Carriera

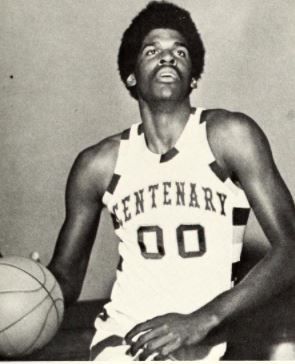
Robert Parish nel 1974

Dopo una discreta carriera universitaria al Centenary College of Louisiana, Parish venne scelto al primo giro del Draft NBA del 1976 dai Golden State Warriors, che dopo quattro stagioni lo cedettero ai Boston Celtics, dove trascorse i migliori anni della sua lunghissima carriera. Durante i 14 campionati disputati con i Celtics, dal 1980 al 1994, vinse 3 titoli NBA (1981, 1984 e 1986) formando insieme a Larry Bird e a Kevin McHale quella che secondo molti è considerata la più forte frontcourt (la linea formata dal centro e dalle due ali) della storia della NBA.
Ha giocato la sua ultima stagione nel 1997 nei Chicago Bulls, con i quali ha vinto il suo quarto campionato. Ha stabilito tre record NBA: ha preso parte a 21 campionati, ha giocato 1.661 partite e, con i suoi 44 anni, è stato il giocatore più anziano ad aver mai giocato nella NBA. Successivamente Kevin Willis ha battuto i record di longevità (22 anni di NBA contro 21, 44 anni e 224 giorni di età) ma con 1.424 partite giocate.
È stato un centro versatile, capace di opporsi efficacemente agli avversari grazie ai suoi 2,15 m di altezza (7 ft ½in), ma anche di colpire con precisi tiri dal perimetro e perfino di concludere in contropiede grazie ad una velocità sorprendente per un uomo della sua statura. Caratteristico era il suo jump shot (tiro in sospensione), che descriveva un arco molto alto.

## Statistiche
| † | Denota le stagioni in cui ha vinto il titolo |
| * | Primo nella lega                             |
| * | Record                                       |

### NCAA
| Anno      | Squadra             | PG  | PT | MP   | TC%  | 3P% | TL%  | RP   | AP  | PRP | SP | PP   |
| --------- | ------------------- | --- | -- | ---- | ---- | --- | ---- | ---- | --- | --- | -- | ---- |
| 1972-1973 | Centenary Gentlemen | 27  | -  | 32,8 | 57,9 | -   | 61,0 | 18,7 | 0,9 | -   | -  | 23,0 |
| 1973-1974 | Centenary Gentlemen | 25  | -  | 33,6 | 52,3 | -   | 62,8 | 15,3 | 1,4 | -   | -  | 19,9 |
| 1974-1975 | Centenary Gentlemen | 29  | -  | 31,0 | 56,0 | -   | 66,1 | 15,4 | 1,5 | -   | -  | 18,9 |
| 1975-1976 | Centenary Gentlemen | 27  | -  | 34,8 | 58,9 | -   | 69,4 | 18,0 | 1,8 | -   | -  | 24,8 |
| Carriera  | Carriera            | 108 | -  | 33,0 | 58,9 | -   | 65,5 | 16,9 | 1,4 | -   | -  | 21,6 |

### NBA

#### Regular season
| Anno       | Squadra           | PG    | PT   | MP   | TC%  | 3P% | TL%  | RP   | AP  | PRP | SP  | PP   |
| ---------- | ----------------- | ----- | ---- | ---- | ---- | --- | ---- | ---- | --- | --- | --- | ---- |
| 1976-1977  | G.S. Warriors     | 77    | -    | 18,0 | 50,3 | -   | 70,8 | 7,1  | 1,0 | 0,7 | 1,2 | 9,1  |
| 1977-1978  | G.S. Warriors     | 82    | -    | 24,0 | 47,2 | -   | 62,5 | 8,3  | 1,2 | 1,0 | 1,5 | 12,5 |
| 1978-1979  | G.S. Warriors     | 76    | -    | 31,7 | 49,9 | -   | 69,8 | 12,1 | 1,5 | 1,3 | 2,9 | 17,2 |
| 1979-1980  | G.S. Warriors     | 72    | -    | 29,4 | 50,7 | 0,0 | 71,5 | 10,9 | 1,7 | 0,8 | 1,6 | 17,0 |
| 1980-1981† | Boston Celtics    | 82    | 78   | 28,0 | 54,5 | 0,0 | 71,0 | 9,5  | 1,8 | 1,0 | 2,6 | 18,9 |
| 1981-1982  | Boston Celtics    | 80    | 78   | 31,7 | 54,2 | -   | 71,0 | 10,8 | 1,8 | 0,9 | 2,4 | 19,9 |
| 1982-1983  | Boston Celtics    | 78    | 76   | 31,5 | 55,0 | 0,0 | 69,8 | 10,6 | 1,8 | 1,0 | 1,9 | 19,3 |
| 1983-1984† | Boston Celtics    | 80    | 79   | 35,8 | 54,6 | -   | 74,5 | 10,7 | 1,7 | 0,7 | 1,5 | 19,0 |
| 1984-1985  | Boston Celtics    | 79    | 78   | 36,1 | 54,2 | -   | 74,3 | 10,6 | 1,6 | 0,7 | 1,3 | 17,6 |
| 1985-1986† | Boston Celtics    | 81    | 80   | 31,7 | 54,9 | -   | 73,1 | 9,5  | 1,8 | 0,8 | 1,4 | 16,1 |
| 1986-1987  | Boston Celtics    | 80    | 80   | 37,4 | 55,6 | 0,0 | 73,5 | 10,6 | 2,2 | 0,8 | 1,8 | 17,5 |
| 1987-1988  | Boston Celtics    | 74    | 73   | 31,2 | 58,9 | 0,0 | 73,4 | 8,5  | 1,6 | 0,7 | 1,1 | 14,3 |
| 1988-1989  | Boston Celtics    | 80    | 80   | 35,5 | 57,0 | -   | 71,9 | 12,5 | 2,2 | 1,0 | 1,5 | 18,6 |
| 1989-1990  | Boston Celtics    | 79    | 78   | 30,3 | 58,0 | -   | 74,7 | 10,1 | 1,3 | 0,5 | 0,9 | 15,7 |
| 1990-1991  | Boston Celtics    | 81    | 81   | 30,1 | 59,8 | 0,0 | 76,7 | 10,6 | 0,8 | 0,8 | 1,3 | 14,9 |
| 1991-1992  | Boston Celtics    | 79    | 79   | 28,9 | 53,5 | -   | 77,2 | 8,9  | 0,9 | 0,9 | 1,2 | 14,1 |
| 1992-1993  | Boston Celtics    | 79    | 79   | 27,2 | 53,5 | -   | 68,9 | 9,4  | 0,8 | 0,7 | 1,4 | 12,6 |
| 1993-1994  | Boston Celtics    | 74    | 74   | 26,9 | 49,1 | -   | 74,0 | 7,3  | 1,1 | 0,6 | 1,3 | 11,7 |
| 1994-1995  | Charlotte Hornets | 81    | 4    | 16,7 | 42,7 | -   | 70,3 | 4,3  | 0,5 | 0,3 | 0,4 | 4,8  |
| 1995-1996  | Charlotte Hornets | 74    | 34   | 14,7 | 49,8 | -   | 70,4 | 4,1  | 0,4 | 0,3 | 0,7 | 3,9  |
| 1996-1997† | Chicago Bulls     | 43    | 3    | 9,4  | 49,0 | -   | 67,7 | 2,1  | 0,5 | 0,1 | 0,4 | 3,7  |
| Carriera   | Carriera          | 1611* | 1134 | 28,4 | 53,7 | 0,0 | 72,1 | 9,1  | 1,4 | 0,8 | 1,5 | 14,5 |
| All-Star   | All-Star          | 9     | 1    | 15,8 | 52,9 | -   | 66,7 | 5,9  | 0,9 | 0,4 | 0,9 | 9,6  |

#### Play-off
| Anno     | Squadra           | PG  | PT  | MP   | TC%  | 3P% | TL%  | RP   | AP  | PRP | SP   | PP   |
| -------- | ----------------- | --- | --- | ---- | ---- | --- | ---- | ---- | --- | --- | ---- | ---- |
| 1977     | G.S. Warriors     | 10  | -   | 23,9 | 48,9 | -   | 65,4 | 10,3 | 1,1 | 0,7 | 1,1  | 12,1 |
| 1981†    | Boston Celtics    | 17  | -   | 28,9 | 49,3 | -   | 67,2 | 8,6  | 1,1 | 1,2 | 2,3  | 15,0 |
| 1982     | Boston Celtics    | 12  | -   | 35,5 | 48,8 | -   | 68,0 | 11,3 | 1,5 | 0,4 | 4,0* | 21,3 |
| 1983     | Boston Celtics    | 7   | -   | 35,6 | 48,3 | -   | 85,0 | 10,6 | 1,3 | 0,7 | 1,3  | 14,7 |
| 1984†    | Boston Celtics    | 23  | -   | 37,8 | 47,8 | -   | 64,6 | 10,8 | 1,2 | 1,0 | 1,8  | 14,9 |
| 1985     | Boston Celtics    | 21  | 21  | 38,2 | 49,3 | -   | 78,4 | 10,4 | 1,5 | 1,0 | 1,6  | 17,1 |
| 1986†    | Boston Celtics    | 18  | 18  | 32,8 | 47,1 | -   | 65,2 | 8,8  | 1,4 | 0,5 | 1,7  | 15,0 |
| 1987     | Boston Celtics    | 21  | 21  | 35,0 | 56,7 | 0,0 | 76,7 | 9,4  | 1,3 | 0,9 | 1,7  | 18,0 |
| 1988     | Boston Celtics    | 17  | 17  | 36,8 | 53,2 | -   | 82,0 | 9,9  | 1,2 | 0,6 | 1,1  | 14,7 |
| 1989     | Boston Celtics    | 3   | 3   | 37,3 | 45,5 | -   | 77,8 | 8,7  | 2,0 | 1,3 | 0,7  | 15,7 |
| 1990     | Boston Celtics    | 5   | 5   | 34,0 | 57,4 | -   | 94,4 | 10,0 | 2,6 | 1,0 | 1,4  | 15,8 |
| 1991     | Boston Celtics    | 10  | 10  | 29,6 | 59,8 | -   | 68,9 | 9,2  | 0,6 | 0,8 | 0,7  | 15,8 |
| 1992     | Boston Celtics    | 10  | 10  | 33,5 | 49,5 | -   | 71,4 | 9,7  | 1,4 | 0,7 | 1,5  | 12,0 |
| 1993     | Boston Celtics    | 4   | 4   | 36,5 | 54,4 | -   | 85,7 | 9,5  | 1,3 | 0,3 | 1,5  | 17,0 |
| 1995     | Charlotte Hornets | 4   | 0   | 17,8 | 54,5 | -   | 40,0 | 2,3  | 0,3 | 0,0 | 0,8  | 3,5  |
| 1997†    | Chicago Bulls     | 2   | 0   | 9,0  | 14,3 | -   | -    | 2,0  | 0,0 | 0,0 | 1,5  | 1,0  |
| Carriera | Carriera          | 184 | 109 | 33,6 | 50,6 | 0,0 | 72,2 | 9,6  | 1,3 | 0,8 | 1,7  | 15,3 |

#### Massimi in carriera
- Massimo di punti: 40 vs San Antonio Spurs (17 febbraio 1981)[1]
- Massimo di rimbalzi: 25 (2 volte)
- Massimo di assist: 10 vs Philadelphia 76ers (29 marzo 1987)
- Massimo di palle rubate: 6 vs Golden State Warriors (21 novembre 1986)
- Massimo di stoppate: 7 (4 volte)
- Massimo di minuti giocati: 54 vs Detroit Pistons (26 maggio 1988)

## Palmarès

### Giocatore
- NCAA AP All-America Second Team (1976)
- Campionato NBA: 4

Boston Celtics: 1981, 1984, 1986
Chicago Bulls: 1997
- All-NBA Second Team (1982)
- All-NBA Third Team (1989)
- 9 volte NBA All-Star (1981, 1982, 1983, 1984, 1985, 1986, 1987, 1990, 1991)
- Giocatore con il maggior numero di partite giocate nella storia dell'NBA (1.611)
- Trentasettesimo miglior marcatore di sempre sommando ABA e NBA
- Trentaduesimo miglior marcatore di sempre NBA
- Ottavo miglior rimbalzista di sempre NBA
- Decimo miglior stoppatore di sempre NBA
- Inserito tra i 50 migliori giocatori del cinquantenario della NBA
- Inserito nel NBA 75th Anniversary Team

### Allenatore
- USBL Coach of the Year (2001)

## Riconoscimenti
In suo onore, nel 1998 i Celtics hanno ritirato la maglia con il numero 00 (doppio zero). Nel 1996, in occasione del cinquantenario della NBA, è stato incluso nella lista dei 50 giocatori più forti di tutti i tempi. È stato inserito nella Basketball Hall of Fame nel 2003. Ha concluso la sua carriera con 14,5 punti per gara e 9,1 rimbalzi.